# St Piran’s Oratory

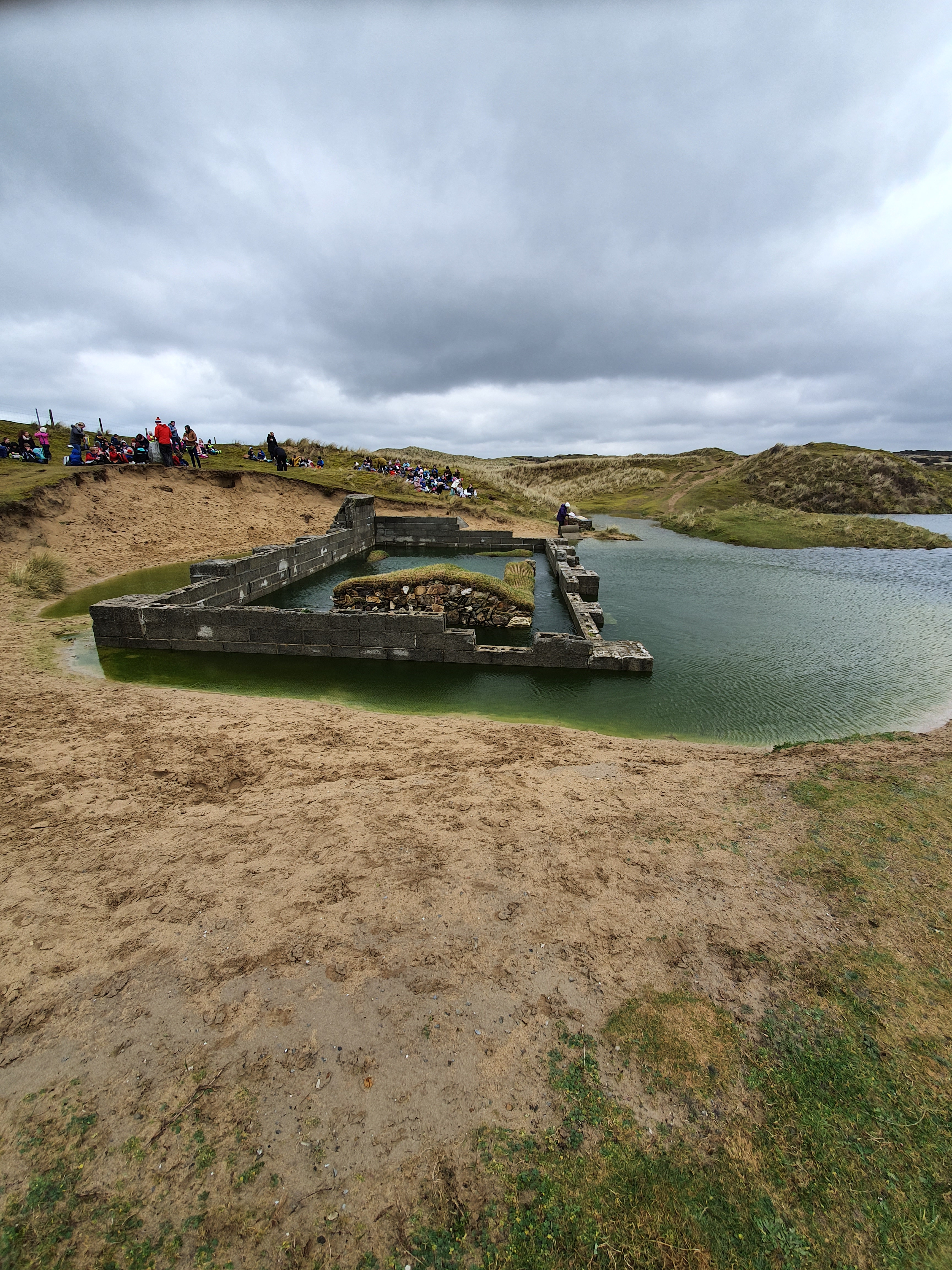
Die Ruine von St Piran’s Oratory mit äußerem Schutzbau überflutet

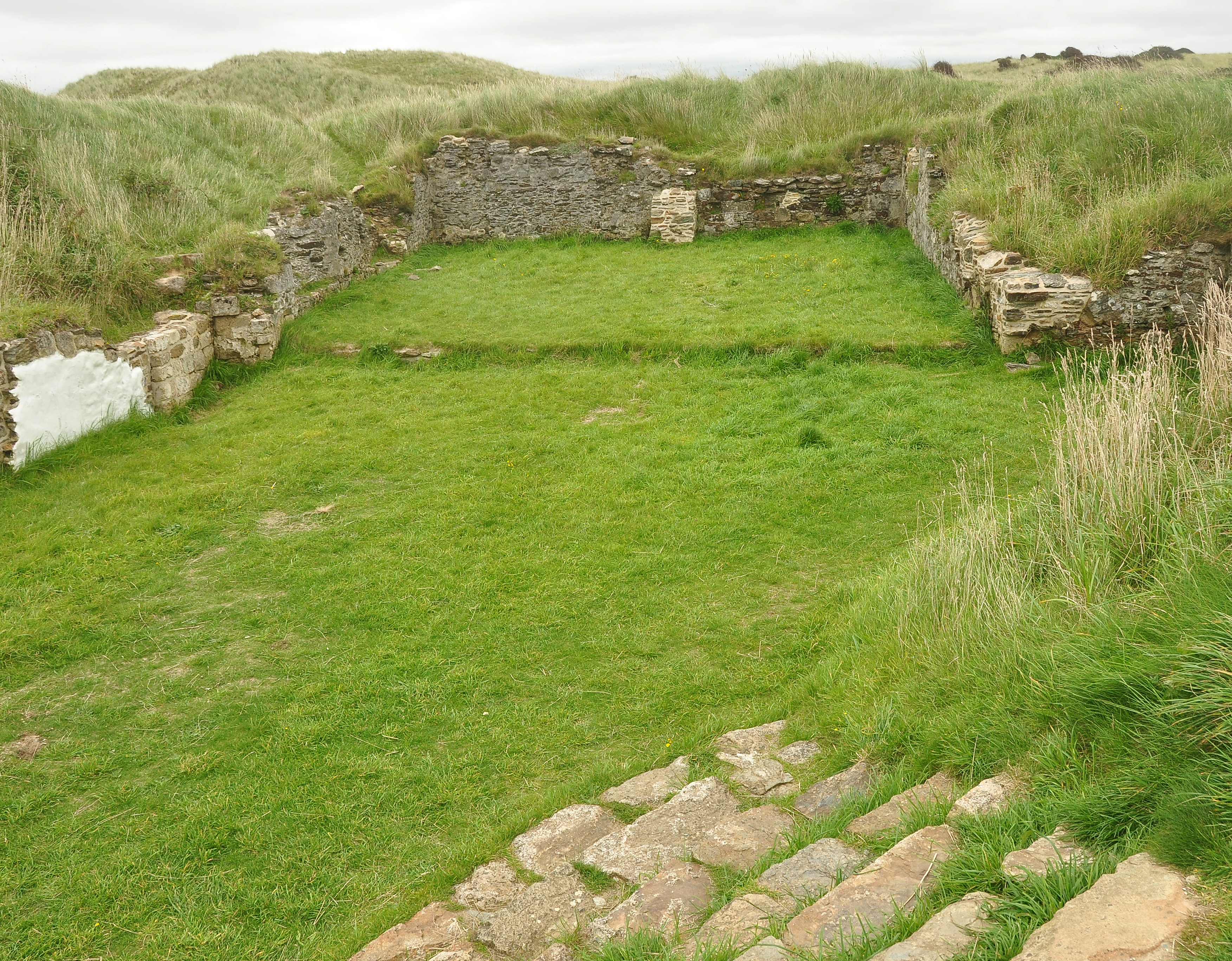
Ruine der St Piran’s Church

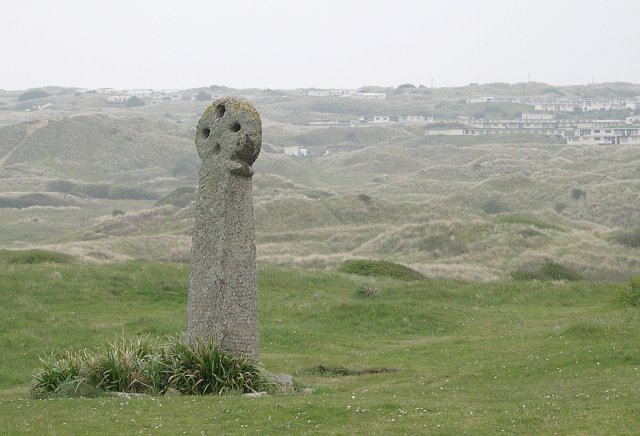
St Piran’s cross

Das von Sandflug begrabene St Piran’s Oratory (englisch St Piran’s Lost Oratory) an der Perran Bay in Cornwall in England ist eine frühchristliche Stätte in Großbritannien. Die Ruine ist seit 1967 als Kulturdenkmal der Kategorie Grade II eingestuft. 
Das Oratorium wurde angeblich im 8. Jahrhundert von St. Piran gebaut und besteht aus einem rechteckigen Kirchenschiff und einem möglicherweise durch einen hölzernen Lettner getrennten Chor. Die Eingänge liegen im Süden und Osten. Der südliche, mit einem Torbogen mit drei geschnitzten Köpfen, stammt wahrscheinlich aus dem 17. Jahrhundert. Eine Steinbank verläuft um den Innenraum. Ein Stein mit lateinischer Inschrift in einer nahen Mauer weist eventuell auf ältere Aktivitäten an diesem Platz.
Nach der Unterschutzstellung im Jahre 1835 wurden die Steinschnitzereien um die Tür gestohlen und im Jahr 1910 wurde als Schutz gegen den Sandflug ein Betonbunker über dem Oratory errichtet. Während des 20. Jahrhunderts führten zunehmender Vandalismus und Umweltprobleme 1980 zu der Entscheidung, den heute unter Dünen liegenden Platz aufzugeben. 2014 wurde jedoch eine neue Ausgrabung beschlossen und begonnen.
Der mit der Kapelle verbundene Friedhof liegt ebenfalls unter dem Treibsand und menschliche Knochen werden regelmäßig ausgeweht. Eine Frau mit einem Kind auf dem Arm wurde im frühen 20. Jahrhundert in der Nähe des Kapellenzugangs zusammen mit anderen Leichen entdeckt. Alle waren (nach christlichem Ritus) Ost-West-orientiert, jedoch mit gekreuzten Beinen bestattet. Zwölf Steinkisten aus Schieferplatten mit menschlichen Knochen wurden 1980 entdeckt. Mit dem Friedhof sind die Grundmauern einer möglichen Taufkapelle, die im frühen 20. Jahrhundert noch identifiziert werden konnten, unter den Dünen begraben.
Die spätere Kirche „St Piran an den Perran Sands“, deren Ruine auch seit 1967 als Kulturdenkmal der Kategorie Grade II eingestuft ist, wurde um 1150 etwa 300 Meter weiter östlich errichtet, als die Kapelle verstärkt versandete. Die Kirche wurde im 15. Jahrhundert erweitert und im Jahre 1804 ebenfalls wegen Sandflugs aufgegeben. Unmittelbar südlich der Kirche steht das als Kulturdenkmal geschützte St Pirans Kreuz, das möglicherweise in einer Urkunde von 960 n. Chr. als „cristelmael“ bezeichnet ist. Der gesamte Platz wird von einem Erdwall umschlossen und stellt möglicherweise eine frühkirchliche Einfriedung bzw. ein klösterliches „Lann“ dar. Es ist möglich, dass die als „Gear“ (befestigte Siedlung) bezeichnete Einhegung eine St Piran überlassene eisenzeitliche Anlage ist. Die genaue Lage der im Domesday Book von 1086 aufgenommenen Siedlung Lanpiran ist unbekannt, ursprünglich wurde der Platz des Oratoriums dafür gehalten. Eine Reihe von Untersuchungen außerhalb der Einhegung erbrachte geringe Überreste weiterer Gebäude. Ein Weiler könnte hier also gelegen haben. Die Spuren eines frühmittelalterlichen Feldsystems in der Nähe könnten auch mit der Kirche in Verbindung stehen.